# Béla Lugosi
Béla Lugosi (maďarsky Lugosi Béla, 20. října 1882 Lugoj – 16. srpna 1956 Los Angeles) byl maďarský herec, který se stal ikonou maďarské filmové scény, proslul především rolí hraběte Drákuly v divadle na Broadwayi (1927) a poté i ve stejnojmenném filmu (1931), podle námětu Brama Stokera, známého autora upírského románu Dracula.

## Životopis

### Mládí
Lugosi, nejmladší ze čtyř dětí, se narodil jako Béla Ferenc Dezső Blaskó v Lugosu v tehdejším Rakousku-Uhersku (nyní Lugoj, západní Rumunsko) matce Paule de Vojnich a otci Istvánu Blaskovi, který byl bankéř. On i jeho sestra Vilma byli vychováváni v římskokatolické rodině. Svou hereckou kariéru započal v Maďarsku, kde vystupoval v některých shakespearovských hrách a v jiných, většinou větších rolích. Později začal vystupovat v maďarských němých filmech s názvem Arisztid Olt.
Během první světové války sloužil v pěchotě u řadového 43. pěšího pluku společné rakousko-uherské armády (Infanterieregiment Rupprecht Kronprinz von Bayern Nr. 43) v poddůstojnické hodnosti četaře (Zugsführer), v únoru 1915 byl veden jako nemocný v Kriegsspital der Geldinstitute in Budapest. Pluk byl v sestavě 68. pěší brigády 34. pěší divize (VII. armádní sbor) vyslaný do Vojvodiny proti Srbsku a následně přesunutý na frontu v Haliči proti Rusku.
V roce 1917 se oženil s Ilonou Szmick, jejich manželství ale skončilo rozvodem v roce 1920, pravděpodobně kvůli odlišným politickým názorům Lugosiho a Iloniných rodičů.

### Počátky na plátně
Jeho první vystoupení ve filmu se odehrálo v roce 1917 ve snímku nazvaném Az ezredes (Plukovník). V letech 1917–1918 natočil dalších 12 filmů, než emigroval do Německa. Po rozpadu Rakouska-Uherska a vzniku dočasné Maďarské republiky rad v roce 1919 se levicoví odboráři stali zranitelnějšími a Lugosimu bylo zakázáno hrát, vzhledem k jeho účasti v jistém družení herců, tehdy politicky nevyhovujícím. V Německu se začal objevovat ve filmech, včetně adaptací knih Karla Maye Auf den Trümmern des Paradieses (Na troskách ráje) a Die Todeskarawane (Karavana smrti) či po boku osudem zmítané židovské herečky Dory Gerson. Také hrál s Conradem Veidtem ve filmu Der Januskopf (Janušova hlava, 1920), což bylo volné zpracování povídky Roberta Louise Stevensona Podivný případ Dr. Jekylla a pana Hyda. Německo opustil v říjnu 1920 s úmyslem odcestovat do Spojených států, kde ilegálně vstoupil do New Orleans v prosinci 1920. Nakonec byl zadržen v březnu 1921 na Ellis Islandu.
Po příjezdu do Ameriky (v té době měřil 1,85 m a vážil 82 kg) po nějaký čas pracoval jako dělník, než byl přijat do divadla v imigračním táboře pro newyorské Maďary. Jeho první hlavní role přišla v roce 1923 v melodramatu, který režíroval J. Gordon Edwards: The Assasination of Charlie Chaplin, kde hrál s herci Count von Ooglem a Vladimirem Pillywoofem.
V roce 1929 se začlenil mezi hollywoodskou společnost a vzápětí způsobil skandál svým manželstvím s bohatou vdovou ze San Francisca, Beatrice Weeks, se kterou se o tři dny později rozvedl.
Jeho hvězdná kariéra se začala rozjíždět po účinkování v jevištním Drákulovi Brama Stokera, kterého adaptovali John. L. Balderston a Hamilton Deane. Produkce Horace Liverighta byla úspěšná, ale navzdory svému kritiky uznávanému výkonu přesto nebyl jasnou volbou pro roli Drákuly, když společnost Universal Pictures zajistila pro tuto hru práva a začala ji v roce 1930 natáčet.
Lon Chaney, americký herec němých filmů, byl podle režiséra Toda Browninga první na seznamu herců, které Universal Pictures vybrala pro zmíněnou roli. Chaney byl ale od roku 1925 vázán smlouvou společnosti Metro-Goldwyn-Mayer a studio váhalo s jeho uvolněním. Proslýchalo se, že Lugosi byl vybrán do této role jen kvůli Chaneyho předčasné smrti těsně před natáčením.
Chaney a Browning spolu předtím pracovali na několika projektech (včetně čtyř z pěti filmů, kde se Chaney představil) než byl Browning povolán, aby převzal produkci po náhle zemřelém režisérovi Paulu Lenim, který původně s projektem začal. Ve skutečnosti byl původní volbou Universal Pictures německý herec Conrad Veidt, který si u studia získal úspěch filmem The Man Who Laughs (1928).
Následoval úspěch Drákuly (1931) a po něm nabídka smlouvy ze strany Universal Pictures. Dne 26. června 1931 se Lugosi stal občanem Spojených států. V roce 1933 se znovu oženil, tentokrát s Lillian Arch (svou třetí ženou) a narodil se jim syn Bela G. Lugosi. Lillian a Bela se rozvedli o dvacet let později v roce 1953.

## Filmografie

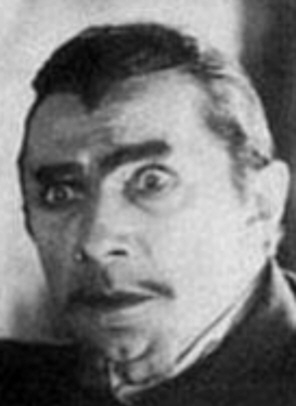
Ve snímku White Zombie

Skrze Lugosiho asociaci s Drákulou (ve kterém vystupoval jen s minimálním makeupem a mluvil vlastním zvučným hlasem) sám sebe považoval za vhodného pro role hororových postav, jež uplatnil např. ve filmech Universal Pictures Murders in the Rue Morgue, The Raven, Son of Frankenstein a White Zombie. Jeho přízvuk, stejně jako jeho vzhled, limitoval role, ve kterých mohl hrát.
Pokoušel se také uspět i v některých odlišných rolích; neměl však úspěch v těch, o které žádal, jako např.: Rasputina v Rasputin and the Empires od Lionela Barrymorea, Surat Khana v Charge of the Light Brigade od C. Henry Gordona či komisaře Dmitri Gorotchenka v dramatu Tovarich od Basila Rathbona - roli, kterou hrával na jevištích.
Je mýlkou, že odmítl nabídku účinkovat ve snímku Frankenstein. Pouze nebyl spokojen s obtížným líčením a tím, že jeho role Frankensteinova monstra byla němá. Přesto to režisér James Whale zkusil znovu ve filmu Bride of Frankenstein (Frankensteinova nevěsta), kde měl připravenou roli Dr. Pretoria (nakonec ji dostal Ernest Thesiger). V nedávné diskusi se spekulovalo o tom, že odmítl v roce 1931 roli monstra hrát jen kvůli neshodám s Jamesem Whalem, týkajících se jeho vlastní interpretace. Prý chtěl hrát monstrum blíže originálu Shelleyové, v němž měl dialog, kdežto Whaleova myšlenka nesnesla žádné dialogy. Lugosi se poté o této roli vyjádřil tak, že „nemá dostatek šťávy”.
Kinematograf Paul Ivano, který se staral o jeho stopáž v roli monstra, řekl, že byl s rolí spokojen a daroval mu krabičku cigaret. Ivano a Robert Florey se však nakonec shodli, že Lugosiho výkon nebyl odlišný od výkonu jeho náhrady, Borise Karloffa.
Bez ohledu na kontroverzi, některé filmy Universal Pictures jako The Black Cat (1934), The Raven (1935) a Son of Frankenstein (1939) (a malý snímek Gift of Gab) spoutaly jeho a Karloffa přátelstvím. Studio se jim snažilo dávat rovnocenné role, přesto byl v titulcích vždy uváděn za Karloffem. Jeho postoj ke Karloffovi je předmětem mnoha protichůdných názorů, z nichž jedna strana tvrdí, že nelibě nesl Karloffův dlouhotrvající úspěch a schopnost vždy získat dobré role i mimo hororový žánr, zatímco druhá tvrdí, že byli - ačkoli možná jen na čas - dobrými přáteli. Karloff sám v některých rozhovorech uváděl, že Lugosi k němu byl zpočátku nedůvěřivý, když hráli společně, protože věřil, že by ho Angličan mohl zastínit. Když se ukázalo, že jde pouze o jeho vlastní domněnku, podle Karloffa spolupracovali v dobrém.
Jsou známy i pokusy dát mu hrdinštější role, například ve filmech The Black Cat (1934), The Invisible Ray (1936) či romantickou roli v dobrodružném seriálu The Return of Chandu. Jeho problémem však byl typ jeho dřívějších rolí a na rozdíl od maďarských hereckých kolegů Petera Lorre a Paula Lukase mu situaci ztěžoval jeho těžkopádný přízvuk.

### Kariéra

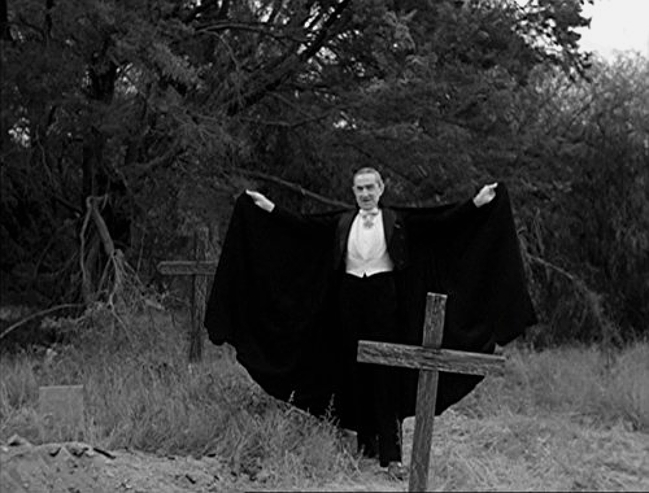
Klasická scéna z filmu Plan 9 From Outer Space

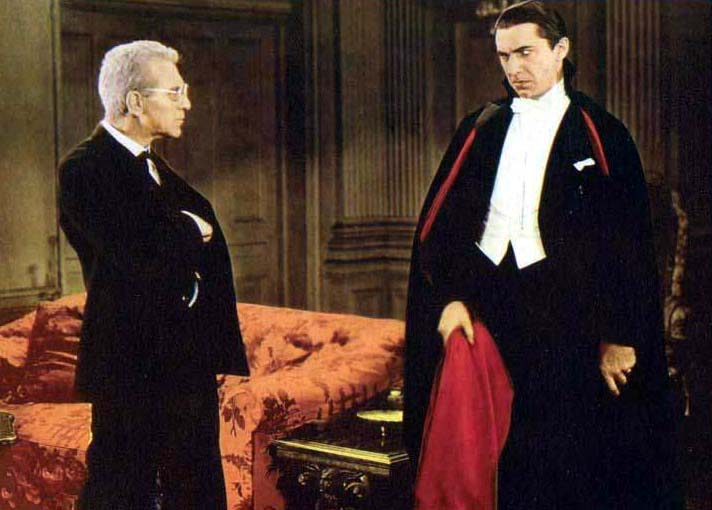
Dracula (1931)

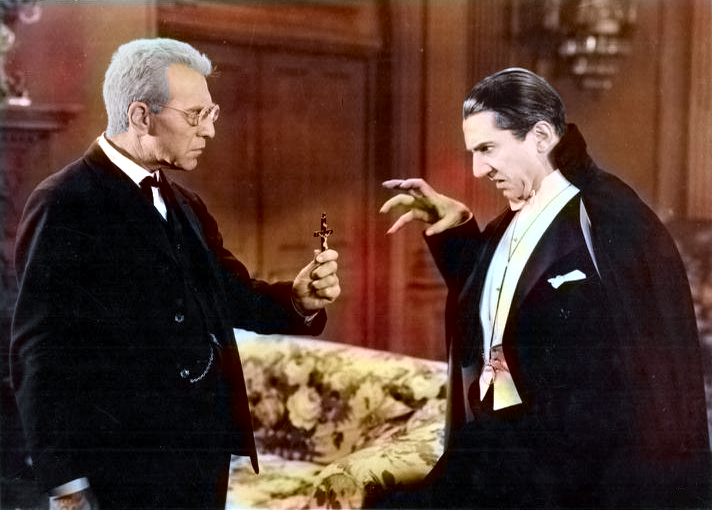
Dracula (1931)

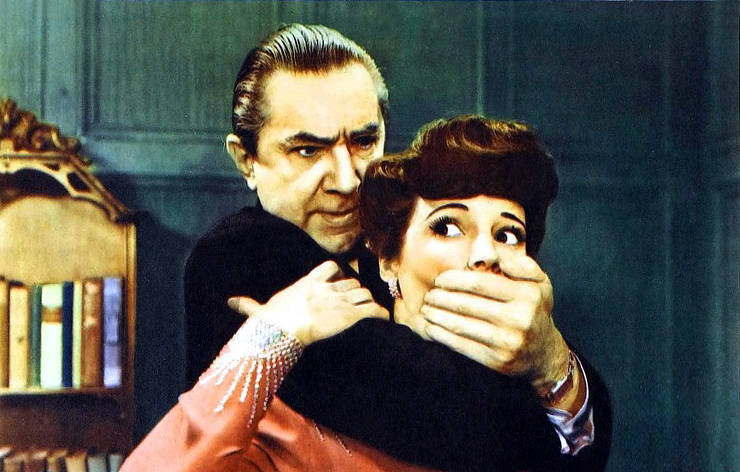
The Corpse Vanishes (1942)

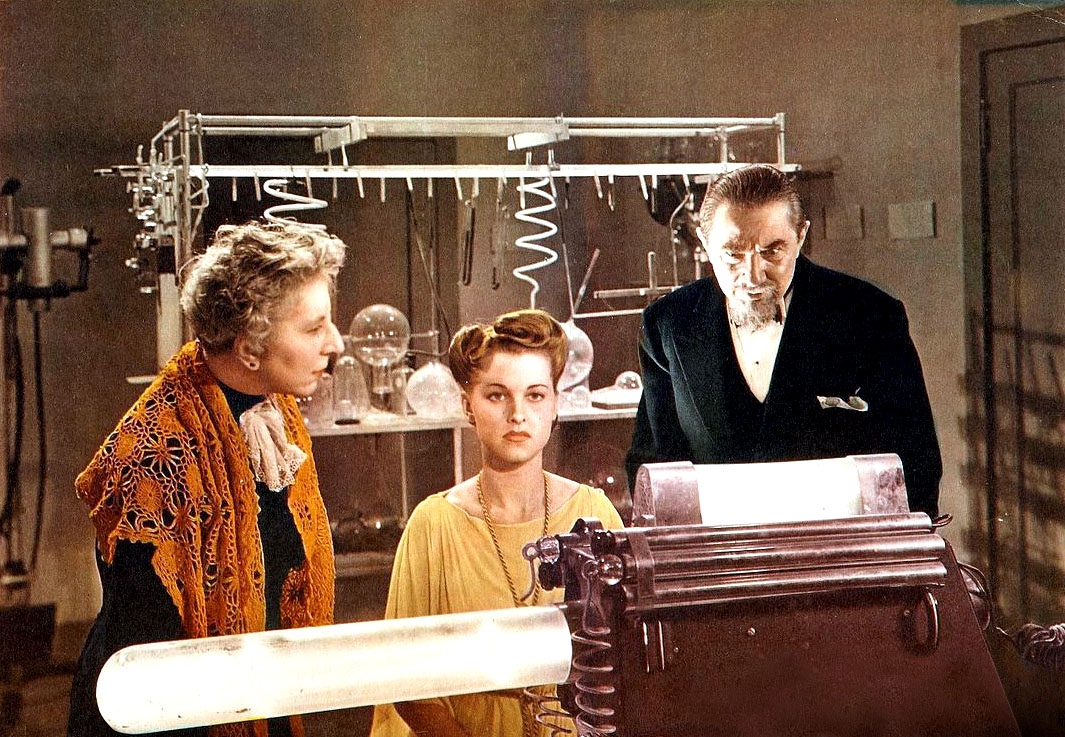
Voodo Man (1944)

V polovině třicátých let se potýkal s kariérními problémy. V Universal Pictures se v roce 1936 změnilo vedení a vzhledem k vyřazení britských hororových filmů z vysílacího plánu byl nucen prodloužit smlouvu, aby si alespoň jednou za čas zahrál v béčkovém nehororovém filmu malou roli, do níž byl dosazován jen díky svému jménu. Během třicátých let, kdy prožíval pád a pokles popularity (vedení Universalu stále preferovalo jeho rivala Karloffa), přijal několik hlavních rolí od nezávislých režisérů Nata Levinea, Sola Lessera a Sama Katzmana. Tyto nízkorozpočtové filmy indikovaly, že byl méně diskriminován než jeho kolega Boris Karloff při výběru scény, přesto mu však pomohly finančně, když už ne umělecky. Snažil se udržet na scéně, ale nakonec si musel půjčit od Hereckého fondu, aby pokryl náklady za pobyt v nemocnici, kde se roku 1938 narodil jeho jediný syn – Bela George Lugosi.
Jeho kariéře pomohla až druhá šance v podobě filmu od Universalu Son of Frankenstein (Frankensteinův syn, 1939), kde hrál jednu z hlavních rolí v podobě prohnaného hrbáče Ygora. Tuto roli si zopakoval ještě o tři roky později ve filmu Ghost of Frankenstein (Frankensteinův duch). Téhož roku Lugosiho zaujala charakterní role drsného komisaře v komedii od MGM Ninotchka s Gretou Garbo, což se zdálo být zlomovým bodem, ovšem zanedlouho hrál opět pro Sama Katzmana. Tyto hororové, komediální, psychologické a tajemné béčkové filmy byly uváděny společností Monogram Pictures. Mezi lepší snímky se dá zařadit i The Gorilla, ve které hrál společně s Patsy Kelly.
Zřejmě kvůli válečným zraněním během vojenské služby trpěl Lugosi vážným chronickým zánětem sedacího nervu. Nejprve byl léčen chřestovou šťávou pro odstranění bolesti, později však lékaři upravili medikaci na opiáty. Síla závislosti na tlumících prostředcích, jako bylo morfium či metadon, byla tím větší, čím méně se objevoval na plátně. V roce 1943 se konečně dostal k roli Frankensteinova monstra ve filmu Frankenstein Meets the Wolfman (Frankenstein a vlčí muž), která tentokrát obsahovala dialogy (na konci filmu Ghost of Frankenstein byl Ygorův mozek transplantován do lebky monstra, bylo tudíž přirozené, aby ho hrál sám Lugosi). Ten hrál s tápajícími gesty, protože monstrum bylo nyní slepé (také důsledek operace na konci minulého dílu – Ygor měl jinou krevní skupinu než monstrum). Lugosiho výkon v tomto filmu je dodnes považován za velmi neuspokojivý. Studio se nakonec rozhodlo pustit do kin verzi bez scény s dialogem mezi Larrym Talbotem a monstrem. Také v závěru filmu, kdy je monstru vracena síla, hýbe Frankensteinův výtvor ústy, ale jeho slova nejsou slyšet. Také podruhé a naposledy oživil Draculu v posledním dílu universalovské ságy, tentokrát zpracované jako hororová komedie Abbott and Costello Meet Frankenstein (Bud Abbott a Lou Costello potkávají Frankensteina, 1948). Tou dobou již byla Lugosiho závislost na opiátech tak vysoká, že si producenti nebyli jistí, jestli žije a pro další filmy povolali herce Iana Keitha.
Abbott and Costello Meet Frankenstein byl Lugosiho poslední áčkový film. Po zbytek života se objevoval čím dál tím méně v obyčejných malých rolích. Během počátku padesátých let se vrátil na divadelní scénu, tentokrát v Anglii, kde mj. účinkoval v komedii Mother Riley Meets the Vampire (známá též pod názvy Vampire over London a My Son, the Vampire) ve vedlejší roli. Při Lugosiho návratu do Ameriky (ve věku okolo 70 let) s ním bylo natočeno interview, kde vyjádřil svou touhu hrát více v komediích a prohlašoval: „Nyní jsem tančící muž”. Nezávislý režisér Jack Broder vzal Lugosiho za slovo a sehnal mu roli v komedii z džungle Bela Lugosi Meets a Brooklyn Gorilla. Další příležitost se mu naskytla, když ho nechal Red Skelton vystupovat v živém vysílání na kanále CBS v jednom ze skečů. Lugosi se naučil z vtipu svůj text, v živém vysílání pak ale působil zmateně, když Red začal improvizovat. Tuto situaci zobrazil Tim Burton ve filmu Ed Wood, kde Lugosiho hrál Martin Landau. Přestože Burton úplně nevystihl komika biograficky, události vylíčil přesně.
Později se dostal ještě k několika filmům (jako např. Glen or Glenda či Bride of the Monster), do kterých ho dosadil režisér a jeho velký fanoušek Edward D. Wood ml., když ho viděl, jak žije na pokraji bídy. Během režijního zpracovávání druhého filmu se Lugosi rozhodl vyhledat léčbu své závislosti, k čemuž mu měla pomoci premiéra tohoto filmu zaplacením léčebných prostředků. Podle biografie Franka Sinatry od Kitty Kelley, když zpěvák slyšel o hercových problémech, navštívil ho v nemocnici a pomohl mu s dluhy. Lugosi byl velmi překvapen, protože Sinatru do té doby neznal. V bonusovém materiálu na vydaném DVD Plan 9 from Outer Space je improvizované interview s Lugosim, kde rozebírá své propuštění z léčebny v roce 1955, které obsahuje nahlédnutí do hercova života. Během rozhovoru uvádí, že se chystá pracovat na novém filmu Eda Wooda, The Ghoul Goes West. Tento film byl jedním z Woodových projektů, stejně jako The Phantom Ghoul nebo Dr. Acula. Lugosi se ve svém slavném drákulovském plášti také zúčastnil improvizovaného natáčení pokusného snímku bez jakéhokoli příběhu na hřbitově před domem Tora Johnsona. Tento bonusový materiál vrcholí právě filmem Plan 9 from Outer Space.
V roce 1955 se Lugosi počtvrté oženil, tentokrát s Hope Linninger. Během své léčby na sklonku tohoto roku natočil svůj poslední film pro Bel-Air Pictures The Black Sheep, který byl uveden v létě o rok později spol. United Artists. K jeho zklamání byla však jeho role bez dialogů.

### Smrt a posmrtné události
Lugosimu bylo 73, když zemřel na srdeční infarkt 16. srpna 1956 během odpočinku v jeho losangeleském domě. V okamžiku své smrti údajně držel scénář k projektu Eda Wooda, The Final Curtain (Poslední opona), což se později ukázalo jako nepravdivá informace. Byl pohřben na hřbitově Holy Cross Cemetery v Culver City v Kalifornii ve svém slavném kostýmu z divadelního představení Drákula na žádost svého syna a čtvrté manželky. Přestože se obecně věřilo v opak, Lugosi nikdy nežádal o to, aby byl pohřben ve svém plášti; Béla Lugosi ml. v několika případech potvrdil, že tak rozhodl on se svou matkou Lilian.
Jedna z Lugosiho rolí byla uveřejněna až po jeho smrti. Plan 9 from Outer Space od Eda Wooda obsahuje scénu, kterou Lugosi dvakrát přerušil. Wood vzal z tohoto záběru pár minut němého obrazu s Lugosim v jeho drákulovském plášti, protože ho plánoval použít ve svém plánovaném vampýrském snímku, ale nebyl schopen najít financování tohoto projektu. Když později zkoncipoval Plan 9, napsal scénář k němému záběru s Lugosim a najal chiropraktika Lugosiho ženy, aby za něj v této scéně vystupoval. Tento „dvojník” je hubenější a v každém záběru si zakrývá spodní část obličeje pláštěm, což Lugosi občas dělával ve filmu Abbott & Costello Meet Frankenstein. Jak Leonard Maltin uvedl, ve svých prvních edicích svého Průvodce filmy, „Lugosi zemřel během natáčení a také je to znát”.

## Lugosiho odkaz
V roce 1979 bylo v případu Lugosi vs. Universal Pictures kalifornským nejvyšším soudem rozhodnuto, že veškerá Lugosiho publicistická práva a práva k jeho osobnosti nemohou přejít na jeho dědice a zanikly s jeho smrtí. Od té doby začaly jeho jméno a odkaz přebírat různé hudební skupiny a známé osobnosti. Lugosi je například zmíněn v písni Celluloid Heroes od The Kinks a ještě téhož roku se stal Lugosi předmětem skladby od gothicrockové skupiny Bauhaus s názvem Bela Lugosi's Dead. V roce 2006 vydala francouzská skupina Nouvelle Vague s žánrovým zaměřením na bossa novu vlastní verzi této písně na svém druhém albu Bande à Part. Zpěvák Voltaire uveřejnil song Vampire Club, jímž dával najevo, že „Lugosi je stále nemrtvý”. Německý bubeník skupiny Die Ärzte se pro změnu nechal inspirovat přímo Lugosiho jménem a zvolil si pseudonym Bela B., stejně jako jeden z členů filipínské virtuální skupiny Mistula, který se jmenuje Bella Lugosi.
Biografický portrét Tima Burtona z roku 1994 je sentimentální interpretací přátelství mezi Lugosim a Woodem. Lugosiho zde zastoupil herec Martin Landau, což mu později vyneslo Oskara za nejlepší výkon ve vedlejší roli. Lugosiho syn, Béla Lugosi ml., však s tímto snímkem nesouhlasil, aniž ho ovšem viděl. Landau nakonec Lugosiho ml. přesvědčil a promítl mu onen snímek ve své firmě a Lugosi ml. musel konstatovat, že Landau svou rolí jeho otce poctil.
Muzikál o Edu Woodovi nazvaný The Worst, napsaný známým americkým autorem, humoristou a textařem Joshem Alanem Friedmanem, obsahuje dva songy o Lugosim st., nazvané Bela Lugosi a Bela's Funeral Dirge. Obě písně nahrála texaská jazzová skupina Cafe Noir.
V televizní show Mystery Science Theater 3000 byly v průběhu času uvedeny tři Lugosiho projekty: V epizodě 105 snímek The Corpse Vanishes, v epizodě 423 Woodova Bride of the Monster a během celé druhé série běžel snímek The Phantom Creeps. Moderátor této show Frank Conniff také chystal uvedení Lugosiho snímku Bela Lugosi Meets A Brooklyn Gorilla, ale zbylí produkční jej odmítli kvůli špatné kvalitě.
Jedna z epizod sitcomu Sledge Hammer s názvem Last of the Red Hot Vampires byla také poctou Lugosimu (v titulkách lze najít věnování „Mr. Blaskó”). V roce 2006 zařadila britská rocková skupina The Jalapeños do svého alba Go Ape! nahrávky For Bela a Hubcaps Over Hollywood (obsahuje ohlédnutí za filmy Eda Wooda). Dokonce kontaktovali Lugosi ml. se záměrem použít Lugosiho portrét na obal svého alba, jenže byli nuceni zaplatit velké poplatky jeho agentovi. Také nizozemská skupina Outerspace Overdose složila jako poctu Bélovi Lugosimu skladbu „Disco Bloodbath” (z alba Pull the stringk), která obsahuje dialogy z filmu Glen or Glenda.
V roku 2001 odvysílalo BBC Radio 4 pořad There Are Such Things od Stevena McNicolla a Marka McDonnella. Zpracováním Lugosiho dokumentárně pojatého boje s rolí, která jej ovlivnila a ovládla, si tvůrci o rok později vysloužili ocenění Hamiltona Deana od Dracula Society za nejlepší dramatický výstup.
Socha Lugosiho je dnes stále k vidění v jednom z rohů hradu Vajdahunyad v Budapešti.
Imigrační muzeum na Ellis Islandu v New Yorku nabízí třicetiminutový záznam, který se zaměřuje na Lugosiho ilegální vstup do země s úmyslem vniku na Ellis Island.
Lugosiho plášť z filmu Dracula (1931) je stále ve vlastnictví Universal Studios.
Divadelní hra Lugosi – a vámpír árnyéka (Lugosi – stín vampýra, z maďar.) vypráví Lugosiho životní příběh včetně jeho splynutí se svou rolí a drogovou závislostí, která se nakonec stala neúnosnou. V této hře se v Lugosiho roli představil známý maďarský herec Ivan Darvas.
Na posledním albu Dánskoamerické kapely Nekromantix z roku 2011 se objevila píseň „Bela Lugosis Star”, zmiňující jeho nezměrný vliv na jejich kulturu.

## Filmografie
- Filmografie Bély Lugosiho